# 마쓰다이라 데루사다

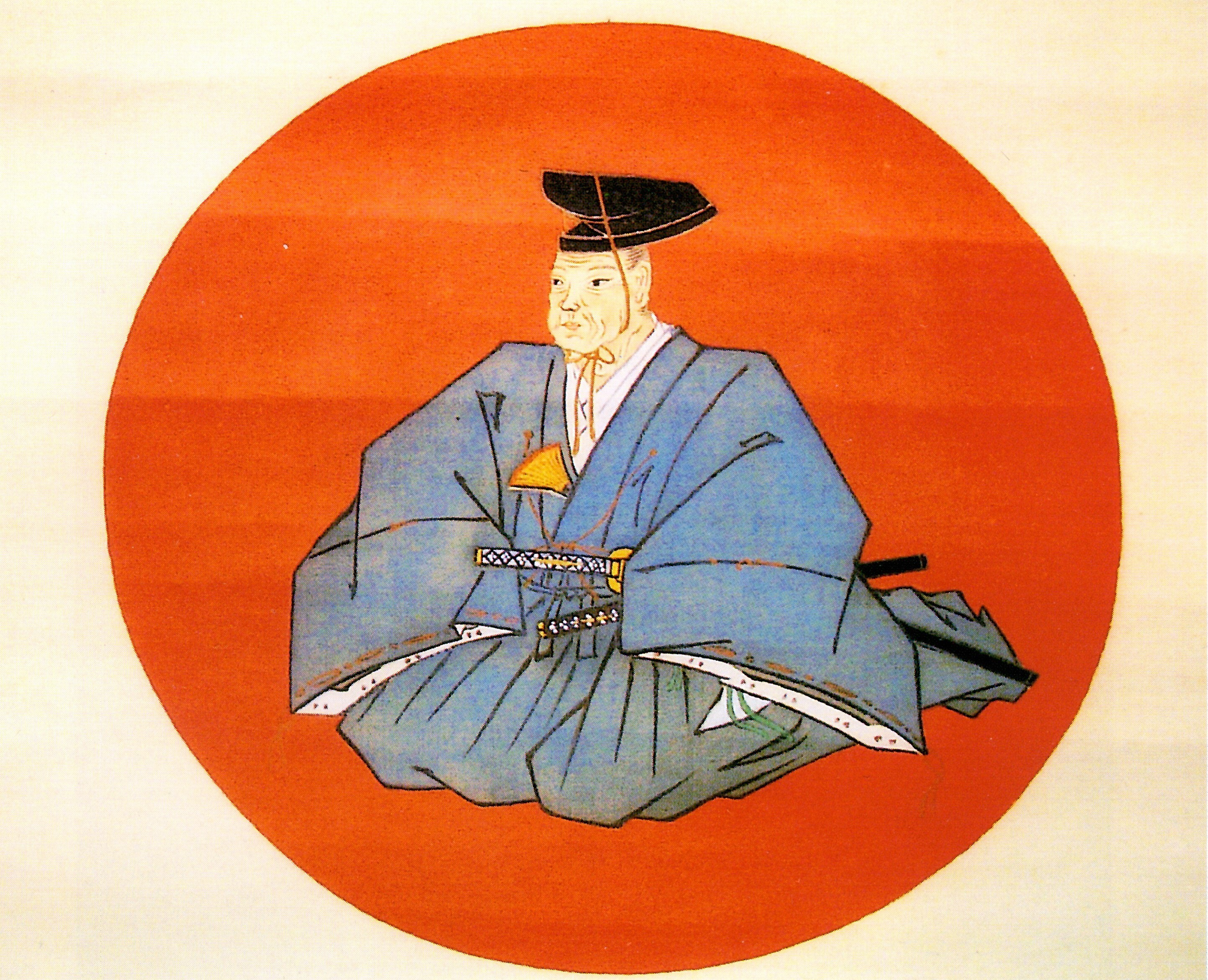
마쓰다이라 데루사다

마쓰다이라 데루사다(일본어: 松平輝貞, 1665년 8월 1일 ~ 1747년 10월 17일)는 에도 시대 중기의 다이묘이다. 에도 막부에선 소바요닌, 노중격을 역임하였다. 다카사키번계 오코치 마쓰다이라가(高崎藩系大河内松平家) 제2대 당주.
친부는 가와고에번주 마쓰다이라 데루쓰나이며 그의 육남으로 태어났다. 원복 후의 이름은 다케쓰나(武綱)이며 후에 숙부 마쓰다이라 노부오키의 양자가 되어 데루사다로 개명하였다.
| 전임 마쓰다이라 노부오키 | 제2대 다카사키 번계 오코치 마쓰다이라가 1691년 ~ 1745년 | 후임 마쓰다이라 데루노리 |

| 전임 마쓰다이라 노부오키 | 제2대 셋쓰국·가와치국의 다이묘 (오코치 마쓰다이라가) 1691년 ~ 1692년 | 후임 시모쓰케 미부 번으로 전봉 |

| 전임 미우라 아키히로 | 미부 번 번주 (오코치 마쓰다이라가) 1639년 ~ 1641년 | 후임 가토 아키히데 |

| 전임 안도 시게히로 마나베 아키후사 | 제1대 다카사키번 번주 (오코치 마쓰다이라가) 1695년 ~ 1710년 1717년 ~ 1745년(재봉) | 후임 마나베 아키후사 마쓰다이라 데루노리 |

| 전임 혼다 다다나가 | 무라카미번 번주 (오코치 마쓰다이라가) 1710년 ~ 1717년 | 후임 마나베 아키후사 |

| 전임 사카이 다다자네 혼다 다다나가 | 에도 막부 소바요닌 1694년 ~ 1709년 1717년 ~ 1730년(재임명) | 후임 마쓰다이라 노부쓰네 공석(이시카와 후사시게) |